# Saskatchewan Census Division No. 15
Die Census Division No. 15 in der kanadischen Provinz Saskatchewan hat eine Fläche von 19.399,03 km², es leben dort 88.988 Einwohner. 2011 betrug die Einwohnerzahl 83.725. Größter Ort in der Division ist Prince Albert.

## Gemeinden
Cities
- Humboldt
- Prince Albert

Towns
- Aberdeen
- Birch Hills
- Bruno
- Cudworth
- Duck Lake
- Hague
- Kinistino
- Rosthern
- St. Brieux
- Vonda
- Wakaw
- Waldheim

Villages
- Albertville
- Alvena
- Annaheim
- Beatty
- Christopher Lake
- Englefeld
- Hepburn
- Laird
- Lake Lenore
- Meath Park
- Middle Lake
- Muenster
- Paddockwood
- Pilger
- Prud’Homme
- St. Benedict
- St. Gregor
- St. Louis
- Weirdale
- Weldon

Ressort Villages
- Candle Lake
- Wakaw Lake

## Rural Municipalities
- RM St. Peter No. 369
- RM Humboldt No. 370
- RM Bayne No. 371
- RM Grant No. 372
- RM Aberdeen No. 373
- RM Lake Lenore No. 399
- RM Three Lakes No. 400
- RM Hoodoo No. 401
- RM Fish Creek No. 402
- RM Rosthern No. 403
- RM Laird No. 404
- RM Flett’s Springs No. 429
- RM Invergordon No. 430
- RM St. Louis No. 431
- RM Kinistino No. 459
- RM Birch Hills No. 460
- RM Prince Albert No. 461
- RM Duck Lake No. 463
- RM Garden River No. 490
- RM Buckland No. 491
- RM Paddockwood No. 520